# ぴこ×CoCo×ちこ
『ぴこ×CoCo×ちこ』は、2008年10月9日にソフト・オン・デマンドから発売された成人向けOVA。『シリーズぴこ』の3作目にあたり、正式には『シリーズぴこ3 ぴこ×CoCo×ちこ』と言う。

## ストーリー
田舎育ちのぴことちこの二人が東京に遊びにやってきた。そこで謎の女装美少年「CoCo」と出会い、地下鉄の下にある秘密の隠れ家で3人仲良く過ごすがCoCoはその夜、ぴこの体を求め、されるがままにセックスをしてしまう･･･。
- 前二作よりもさらに輪をかけて唐突で不条理、荒唐無稽なストーリーはギャグタッチであるとも評された。素性、正体が一切不明のキャラクターCoCoの存在も相まってか、前二作にはないファンタジックな一面を持つ。

## 登場人物
※登場人物についてはシリーズぴこを参照。

## スタッフ
- 原作 - ナチュラルハイ
- 製作総指揮 - とっちん
- 監督 - 谷田部勝義
- 脚本 - 高山カツヒコ
- キャラクター原案 - 彩画堂
- キャラクターデザイン・作画監督 - よし天
- 音楽 - 忍、K2 project
- サウンドデザイン - Dr.T
- プロデューサー - GOLDENBOY
- 製作・受審・発売 - ナチュラルハイ
- 制作 - シュガーボーイ、スタジオブルーキャッツ
- 販売元：ソフト・オン・デマンド

## 主題歌
「僕を連れてって」
作詞 - 金子政路 / 作曲・編曲 - 井口準人 / 歌 - ぴこ